# Лукавац (Слатина)
Лукавац је насељено место у саставу града Слатине у Вировитичко-подравској жупанији, Република Хрватска.

## Историја
До територијалне реорганизације у Хрватској налазио се у саставу старе општине Подравска Слатина.

## Становништво
На попису становништва 2011. године, Лукавац је имао 99 становника.

## Попис 1991.
На попису становништва 1991. године, насељено место Лукавац је имало 102 становника, следећег националног састава:
| Попис 1991.‍ | Попис 1991.‍ | Попис 1991.‍ | Попис 1991.‍ | Попис 1991.‍ |
| ----------- | ----------- | ----------- | ----------- | ----------- |
|             |             |             |             |             |
| Срби        | Срби        |             | 93          | 91,17%      |
| Хрвати      | Хрвати      |             | 6           | 5,88%       |
| Југословени | Југословени |             | 2           | 1,96%       |
| Муслимани   | Муслимани   |             | 1           | 0,98%       |
| укупно: 102 |             |             |             |             |